# Zwarte Meer
Das Zwarte Meer ist ein Binnensee in den Niederlanden. Sein wichtigster Zufluss ist der Fluss Zwarte Water, der den See am östlichen Ende erreicht, und der sich hauptsächlich aus der Vechte speist.
Im Westen ist der See mit dem Ketelmeer, in das die IJssel mündet, direkt verbunden. Im Süden des Zwarten Meers liegt Kampen mit dem Kamper Eiland und die Gemeinde Zwartewaterland mit Genemuiden und Hasselt in der Provinz Overijssel.
Zwarte Meer kann auf Niederländisch für schwarzes Meer (oder schwarzer See) stehen. Jedoch hat das Wort »zwart« im Namen Zwarte Meer vermutlich nichts mit der Farbe zwart = „schwarz“ zu tun, sondern vielmehr mit »zwet«, was „Grenze“ bedeutet, auch in der Form »zwette«.